# Теренций (дук)
Теренций (на латински: Terentius) е политик и сенатор на Римската империя, дук (dux) на римската провинция Панония Валерия (Pannonia Valeria) (dux Valeriae ripensis) през 367/368 - 371 г. Той строи на крепостите и лимеса.
Друг Теренций e comes и dux на Армения (comes et dux Armeniae) и командва войската на провинцията между 369 – 374 г.